# Viktor Morozov
Viktor Morozov (* 13. März 2004 in Kohtla-Järve) ist ein estnischer Leichtathlet, der sich auf den Dreisprung spezialisiert hat.

## Sportliche Laufbahn
Erste internationale Erfahrungen sammelte Viktor Morozov im Jahr 2021, als er bei den U20-Europameisterschaften im heimischen Tallinn mit einer windunterstützten Weite von 16,14 m die Bronzemedaille im Dreisprung gewann. Im Jahr darauf gewann er dann auch bei den U20-Weltmeisterschaften in Cali mit 16,13 m die Bronzemedaille und begann daraufhin ein Studium an der University of Illinois at Urbana-Champaign in den Vereinigten Staaten. 2023 wurde er bei der 2. Liga der Team-Europameisterschaft im Rahmen der Europaspiele in Chorzów mit 15,23 m Achter im Dreisprung. Anschließend siegte er bei den U20-Europameisterschaften in Jerusalem mit neuer Bestleistung von 16,45 m. 2025 verpasste er bei den U23-Europameisterschaften in Bergen mit 15,28 m den Finaleinzug.
In den Jahren 2021, 2023 und 2024 wurde Morozov estnischer Meister im Dreisprung im Freien sowie 2021 und 2022 auch in der Halle.

## Persönliche Bestleistungen
- Weitsprung: 7,88 m, 14. Februar 2025 in Fayetteville
- Dreisprung: 16,45 m (+0,6 m/s), 10. August 2023 in Jerusalem (estnischer U20-Rekord)